# Crazy in Love (film 2005)
Crazy in Love è un film del 2005 diretto da Petter Næss.
La pellicola, con protagonisti Josh Hartnett e Radha Mitchell, narra un rapporto romantico tra due ragazzi con la sindrome di Asperger.

## Trama
Donald è un tenero tassista che ha la sindrome di Asperger, una forma di autismo, con grande abilità con i numeri e una passione per gli uccelli. Ma un giorno a spezzare la sua normale vita fatta di riti quotidiani, arriva la bella Isabel, ragazza con la stessa condizione ma declinata in modo opposto, con la passione per la musica e l'arte, che gli stravolgerà la vita ma soprattutto il cuore.

## Produzione
Lo sceneggiatore Ronald Bass aveva già portato al cinema il tema dell'autismo, avendo scritto la sceneggiatura di Rain Man - L'uomo della pioggia del 1988.
Alcune scene sono state girate presso l'Università Gonzaga di Spokane, a Washington.

## Distribuzione
Lo studio ha provato a distribuirlo negli Stati Uniti nell'aprile del 2004, ma non è andato oltre un mese a Spokane, Washington, dove è stato girato. Il 12 dicembre 2006 è diventato disponibile in DVD negli Stati Uniti.
Anche in Italia il film è uscito direttamente per mercato home video.